# City of Canterbury
City of Canterbury ist ein Verwaltungsbezirk mit dem Status einer City in der Grafschaft Kent in England. Neben dem Verwaltungssitz Canterbury umfasst er auch die Städte Whitstable und Herne Bay sowie die Kleinstadt Fordwich.
Der Bezirk wurde am 1. April 1974 gebildet und entstand aus der Fusion des bereits bestehenden (aber bedeutend kleineren) City of Canterbury, der Urban Districts Whitstable und Herne Bay Urban District sowie des Rural District Bridge-Blean.
Koordinaten: 51° 17′ 0″ N, 1° 5′ 0″ O